# Sébastien Lareau
Sebastien Lareau (Montreal, Canadá, 27 de abril de 1973) es un extenista canadiense que alcanzó a ser nro. 4 del mundo en dobles.

## Torneos de Grand Slam

### Campeón Dobles (1)
| Año  | Torneo  | Pareja       | Oponentes en la final        | Resultado |
| 1999 | US Open | Alex O'Brien | Mahesh Bhupathi Leander Paes | 7-6 6-4   |

### Finalista Dobles (2)
| Año  | Torneo               | Pareja       | Oponentes en la final          | Resultado       |
| 1996 | Abierto de Australia | Alex O'Brien | Stefan Edberg Petr Korda       | 5-7 5-7 6-4 1-6 |
| 1997 | Abierto de Australia | Alex O'Brien | Todd Woodbridge Mark Woodforde | 6-4 5-7 5-7 3-6 |

## Títulos (17; 0+17)

### Dobles (1)
| Leyenda                |
| Grand Slam (1)         |
| Tennis Masters Cup (1) |
| ATP Masters Series (4) |
| Oro Olímpico (1)       |
| ATP Tour (10)          |

| N.º | Fecha | Torneo                          | Superficie | Pareja           | Oponentes en la final                | Resultado          |
| --- | ----- | ------------------------------- | ---------- | ---------------- | ------------------------------------ | ------------------ |
| 1.  | 1995  | Seúl                            | Dura       | Jeff Tarango     | Joshua Eagle Andrew Florent          | 6-3, 6-2           |
| 2.  | 1995  | Pekín                           | Moqueta    | Tommy Ho         | Dick Norman Fernon Wibier            | 7-6, 7-6           |
| 3.  | 1996  | Stuttgart Indoor TMS            | Moqueta    | Alex O'Brien     | Jacco Eltingh Paul Haarhuis          | 6-4, 6-4           |
| 4.  | 1997  | Filadelfia                      | Dura       | Alex O'Brien     | Ellis Ferreira Patrick Galbraith     | 6-3, 6-3           |
| 5.  | 1997  | Los Ángeles                     | Dura       | Alex O'Brien     | Mahesh Bhupathi Rick Leach           | 7-6, 6-4           |
| 6.  | 1998  | Tokio                           | Dura       | Daniel Nestor    | Olivier Delaître Stefano Pescosolido | 6-4, 4-6, 6-4      |
| 7.  | 1998  | Stuttgart Indoor TMS            | Dura       | Alex O'Brien     | Mahesh Bhupathi Leander Paes         | 4-6, 6-3, 7-5      |
| 8.  | 1999  | Sídney                          | Dura       | Daniel Nestor    | Patrick Galbraith Paul Haarhuis      | 6-3, 6-4           |
| 9.  | 1999  | Londres / Queen's Club          | Césped     | Alex O'Brien     | Todd Woodbridge Mark Woodforde       | 6-3, 7-6           |
| 10. | 1999  | Washington D. C.                | Dura       | Justin Gimelstob | David Adams John-Laffnie De Jager    | 6-4, 6-4           |
| 11. | 1999  | US Open, Nueva York             | Dura       | Alex O'Brien     | Mahesh Bhupathi Leander Paes         | 7-67, 6-4          |
| 12. | 1999  | Shanghái                        | Dura       | Daniel Nestor    | Todd Woodbridge Mark Woodforde       | 7-5, 6-3           |
| 13. | 1999  | Paris TMS                       | Moqueta    | Alex O'Brien     | Jared Palmer Paul Haarhuis           | 6-1, 6-3           |
| 14. | 1999  | Doubles Championships, Hartford | Moqueta    | Alex O'Brien     | Mahesh Bhupathi Leander Paes         | 6-3, 6-2, 6-2      |
| 15. | 2000  | Memphis                         | Dura       | Justin Gimelstob | Jim Grabb Richey Reneberg            | 6-4, 6-4           |
| 16. | 2000  | Toronto TMS                     | Dura       | Daniel Nestor    | Joshua Eagle Andrew Florent          | 6-3, 7-6³          |
| 17. | 2000  | JJ.OO Sídney                    | Dura       | Daniel Nestor    | Todd Woodbridge Mark Woodforde       | 5-7, 6-3, 6-4, 7-6 |

### Finalista en dobles (torneos destacados)
- 1996: Abierto de Australia
- 1996: Hartford Doubles Championships (junto a Alex O'Brien pierden ante Todd Woodbridge y Mark Woodforde)
- 1997: Abierto de Australia
- 1997: Masters de Montreal (junto a Alex O'Brien pierden ante Mahesh Bhupathi y Leander Paes)

- Datos: Q560187